# Quá tải thú nuôi
Tình trạng quá tải số lượng thú nuôi (Overpopulation in domestic pets) là tình trạng dư thừa vật nuôi (chẳng hạn như mèo, chó, thỏ kiểng) và động vật ngoại lai là các loài thú nuôi độc lạ. Tại Hoa Kỳ, có từ sáu đến tám triệu đầu động vật được đưa đến nơi trú ẩn mỗi năm, trong đó ước tính khoảng ba đến bốn triệu con sau đó đã được cho an tử, bao gồm 2,7 triệu con được coi là khỏe mạnh và có thể nhận nuôi. Hàng năm ở Mỹ, có hơn 6 triệu cá thể chó và mèo bị lạc mất, bị bỏ rơi hoặc ngoài mong muốn được đưa vào các nhà tạm trú dành cho động vật. Số lượng các ca an tử thú nuôi đã giảm từ những năm 1970, khi các trại tạm trú của Hoa Kỳ đã làm chết khoảng 12 đến 20 triệu động vật.
Hầu hết các hiệp hội nhân đạo, nơi trú ẩn động vật và các nhóm cứu hộ kêu gọi những người chăm sóc động vật giết chết hoặc thiến động vật của họ để ngăn chặn việc sinh ra những lứa không mong muốn và ngẫu nhiên có thể góp phần gây ra tình trạng này. Một số con thú cưng thì may mắn được nhận vào những ngôi nhà chăm sóc yêu thương và trách nhiệm. Nhưng số lượng vật nuôi cần một gia đình để chăm sóc cho chúng thì lại nhiều hơn là số lượng người tốt bụng sẵn sàng cung cấp cho chúng một mái nhà. Khoảng 2 đến 3 triệu con mèo và chó với nhiều con trong số đó khỏe mạnh, còn nhỏ và có thể được nhận nuôi nhưng rồi phải nhận cái chết nhân đạo trong các nhà tạm trú mỗi năm. Không ai căm ghét cái thực tại xấu xí này hơn những người trực tiếp tiêm thuốc cho chúng.
Nhưng sự lựa chọn còn lại là đưa chúng vào các nhà tạm trú "không giết chó mèo" để chúng bị nhốt trong lồng chật cứng suốt hàng tuần, hàng tháng hay hàng năm cho đến lúc chết còn khiến cho chúng phải chịu số phận tồi tệ hơn rất nhiều. Nathan Winograd, nhà vận động phong trào "không giết chó mèo (no-kill shelters) vẫn ủng hộ các nhà tạm trú nói trên mặc cho thực tế là trong điều kiện sống như vậy, nhiều con vật phát điên bởi sự cô đơn và sự giam cầm. Nhiều con vật ngoài mong muốn khác chỉ đơn thuần là bị bỏ mặc để chịu đựng và chết trên đường phố hoặc mòn mỏi ở sân sau mà không có ai bầu bạn, không được vận động, hoặc, trong nhiều trường hợp, không có cả những nhu yếu phẩm cơ bản như thực phẩm, nguồn nước, nơi tạm trú hoặc chăm sóc thú y như vậy là vi phạm quyền động vật và phúc lợi động vật.
Nguyên nhân có rất nhiều cá thể chó và mèo ngoài mong muốn vì những lý do chính như: 1) Nhiều người không triệt sản chó và mèo của họ, những con vật này sau đó sinh sản, tạo ra một số lượng lớn mèo con và chó con. 2) Con người vẫn mua vật nuôi từ người nhân giống hoặc cửa hàng vật nuôi (do đó họ hỗ trợ các nhà nuôi chó mèo cung cấp cho những cửa hàng này) thay vì nhận nuôi vật nuôi vô gia cư (vật nuôi lang thang). Và con người nhận nuôi thú cưng mà không cân nhắc rằng việc chăm sóc chúng đòi hỏi sự cam kết suốt đời. Cuối cùng, con người quay lưng lại với những người bạn trung thành của họ khi chúng trở nên bất tiện. Cuộc khủng hoảng quá tải số lượng vật nuôi có thể trở nên tràn lan, nhưng việc giải quyết vấn đề này sẽ bắt đầu bằng một "quốc gia không sinh sản thêm vật nuôi". Tất cả chúng ta đều phải ngăn chặn việc có quá nhiều con vật được sinh ra bằng cách triệt sản và không nên mua vật nuôi từ người nhân giống hoặc cửa hàng vật nuôi.